# PGM Hécate II狙擊步槍
PGM Hécate II是一款由吉爾·佩恩（Gilles Payen）設計，PGM精密公司（法語：PGM Précision）生產的12.7毫米（.50 BMG）口徑反器材狙擊步槍。Hécate一名取自於希臘神話中的冥界女神「赫卡忒」（又譯黑卡蒂）。此槍有時也會被稱為FR-12.7（法語：Fusil à Répétition de calibre 12,7 mm，意為：12.7毫米連珠步槍）。

## 歷史
於1997年，法國陸軍技術部（法語：Section Technique de l'Armée de Terre，簡稱：STAT）對幾款12.7毫米口徑的狙擊步槍進行了評估。在此之前，這些狙擊步槍（麥克米蘭M87、巴雷特M82和巴雷特M95）其實已經在一些法國特種部隊中服役了一段時間。在1993年，陸軍技術部對這三款狙擊步槍進行了聯合評估。最後，PGM Hécate II被用作與這幾款美國製的狙擊步槍作競爭。
PGM Hécate II是一種專為軍事用途而設的狙擊步槍，它一般被用於完成以下任務：
- 精確射擊
- 反狙擊
- 遠距離完成炸藥排除
- 以特殊彈藥完成排雷

## 設計
PGM Hécate II是以PGM Ultima Ratio狙擊步槍作基礎放大口徑而成。從一些消息中得知，法國武裝部隊中的第1海軍陸戰傘降團（法語：1er RPIMa）、法國國家警察中的搜索，支援，干預，威懾部隊（簡稱：RAID）和國家憲兵中的國家憲兵干預組以及國家憲兵傘降干預中隊皆曾參與此槍的設計或多少為該槍的研製作出了貢獻。法國陸軍亦於1994年起開始從RAID中「借」來了一些Hécate II，並把它們發配到各個部門。
Hécate II為一款以旋轉後拉式槍機操作的武器，其結構與Ultima Ratio相似，只是稍為大了一些，這是為了對應更大口徑的12.7×99毫米北約子彈而作出的改良。
PGM Hécate II有著與其他PGM系列步槍類似的金屬骨架，並比先前的型號顯得更笨重。該槍具有可調式的前兩腳架以及後腳架以為射手提供最高的精確度。其槍管有著一對很深的凹槽以利於散熱和減低重量。它在槍口亦具有一個高效的制退器以用作降低後座力。其槍托為可調式設計。
此槍的機匣頂部設有一條北約標準的皮卡汀尼導軌，並可對應多種光学瞄准镜。其中最常見的為SCROME LTE J10 F1 10倍瞄準鏡。

## 使用國

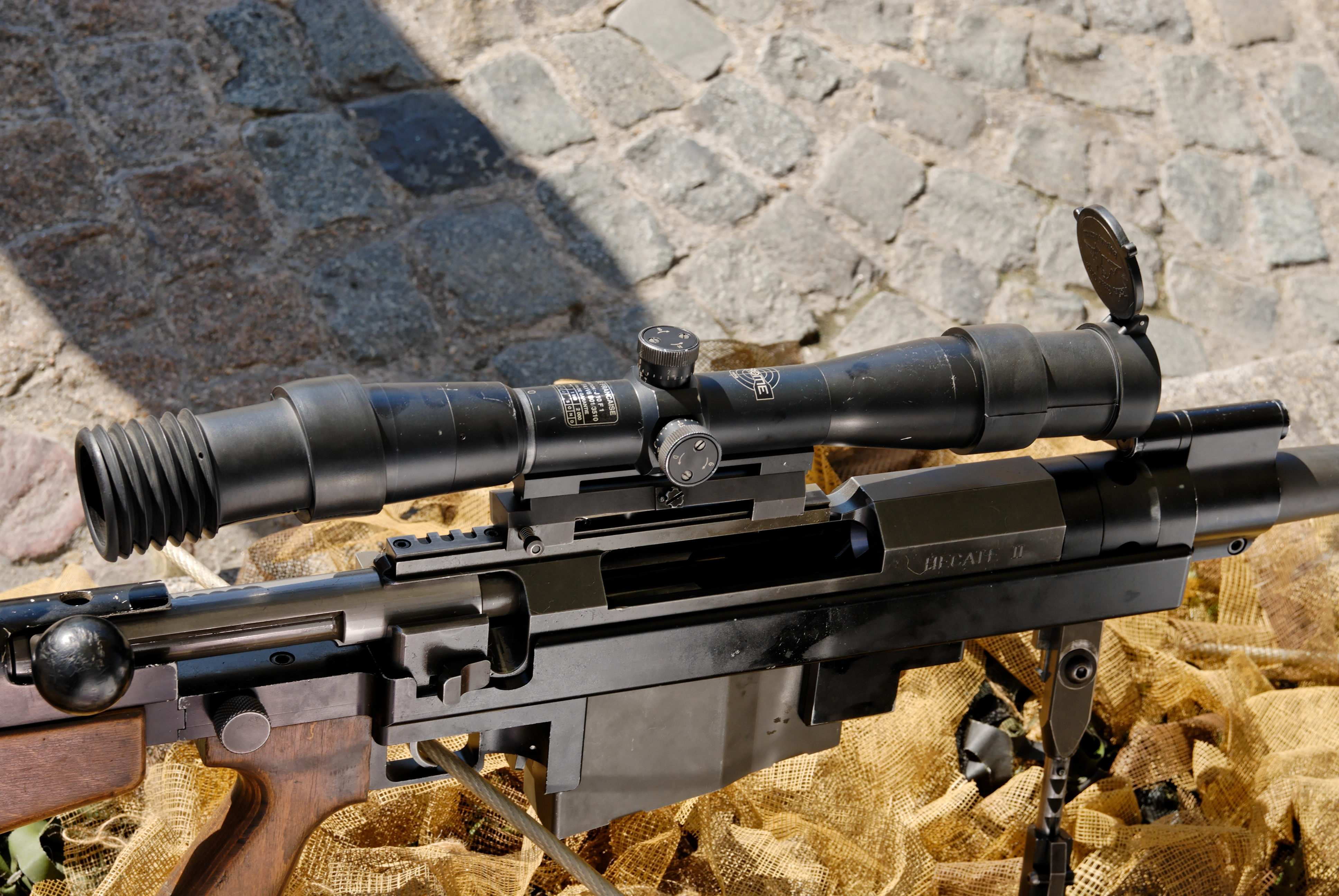
裝上Scrome LTE J10 F1瞄準鏡的PGM Hécate II

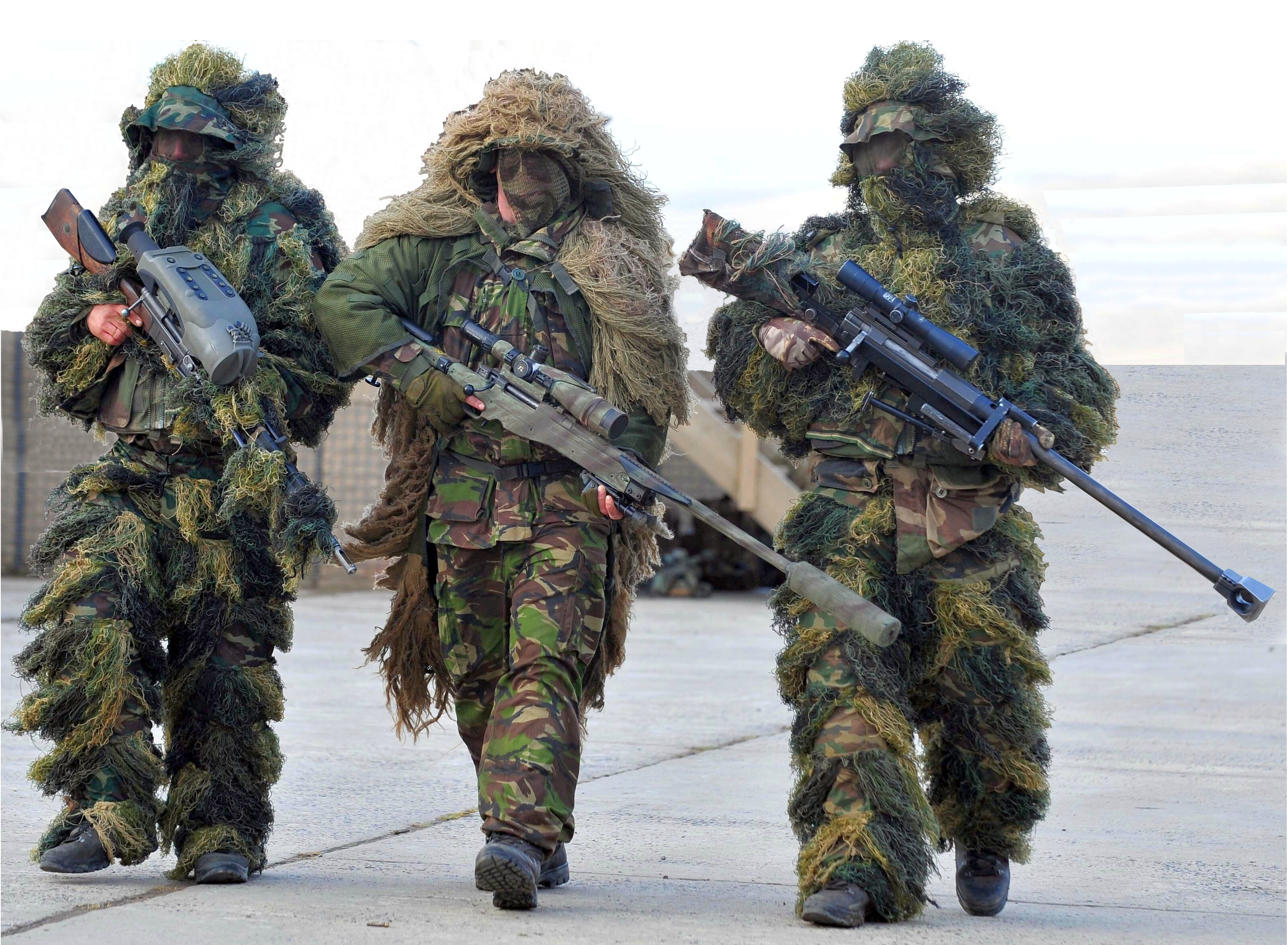
法軍和英軍狙擊手

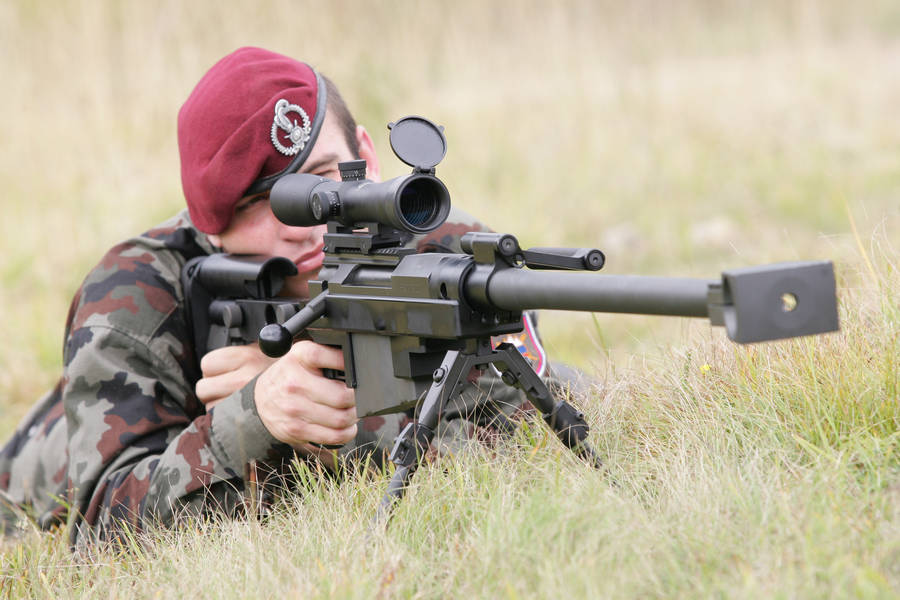
斯洛文尼亞軍狙擊手裝備的PGM Hecate II

Hécate II為PGM精密公司生產得最多的武器，目前被法國軍隊和多個執法機構所採用，亦有出口到其他國家。
- 奥地利
  - 奧地利聯邦內務部眼鏡蛇作戰司令部
- 巴西
- 爱沙尼亚[1]
- 法國
  - 法國武裝部隊
  - 國家憲兵干預組[2]
  - 法國國家警察
- 德国
  - 德國聯邦警察GSG 9
  - 德國邦警察特別行動突擊隊
- 印度尼西亞
  - 印尼海軍死亡之海分隊（英语：Denjaka）
- 以色列
  - 以色列國境警察特勤隊
- 拉脫維亞[3]
- 波蘭
  - 波蘭武裝部隊行動應變及機動組[4]
- 沙烏地阿拉伯
- 斯洛維尼亞[5]
  - 斯洛文尼亞武裝部隊（英语：Military of Slovenia）
- 瑞士
  - 瑞士陸軍第10偵察分隊
- 委內瑞拉
  - 玻利瓦國家軍特種部隊單位

## 流行文化

### 電子遊戲
- 2007年—《絕對武力Online》：命名為「Hecate II」，配備兩段放大功能的狙擊鏡，奇怪地載彈量為10发，在空倉重新裝填時玩家角色也不會為槍械上膛，而且在第一人稱模型中採用了鏡像佈局（右手持槍時拉機柄及拋殼口在左邊）。
- 2010年—：命名為「反器材步枪」，使用8发弹匣供彈。
- 2017年—《硝云弹雨》：为伸缩枪托型，作为“幽灵”职业的初始武器之姿出现，命名为“判官”。

### 輕小說
- 2010年—《刀劍神域》：配備狙擊鏡，在小說第五、六卷《幽靈子彈》篇、第十七卷《Alicization》篇、第二十三卷《Unital Ring》篇中，為GGO玩家“詩乃”（朝田詩乃）所使用。

### 動畫
- 2003年—《神槍少女》：配備狙擊鏡，由艾爾莎・迪・西卡所使用。
- 2014年—《刀劍神域Ⅱ》：配備狙擊鏡（最後與“死銃”決鬥時被擊毀）或夜視瞄準鏡，於線上遊戲「GGO」由朝田詩乃（シノン）所使用。
- 2020年—《刀劍神域Alicization》後半部：詩乃在Underworld中以“太陽神索魯斯”的身份跟“闇神貝庫達”對戰時曾將手上的弓變成自己在GGO使用的Hecate II與對方展開槍戰。

## 另見
- PGM 338狙擊步槍
- OM 50復仇女神狙擊步槍

## 資料來源
1. ↑  .   [2011-02-21]. （原始内容存档于2012-03-21）.
2. ↑  .   [2007-10-11]. （原始内容存档于2007-10-11）.
3. ↑   (PDF).   [2011-02-21]. （原始内容 (PDF)存档于2008-10-01）.
4. ↑  .   [2009-08-02]. （原始内容存档于2012-02-18）.
5. ↑  .   [2011-02-21]. （原始内容存档于2012-03-22）.